# Pegomya hybernae
Pegomya hybernae är en tvåvingeart som beskrevs av Verner Michelsen 1987. Pegomya hybernae ingår i släktet Pegomya och familjen blomsterflugor.
Artens utbredningsområde är Frankrike. Inga underarter finns listade i Catalogue of Life.